# Ишбердинский сельсовет
Ишбердинский сельсовет — муниципальное образование в Баймакском районе Республики Башкортостан Российской Федерации.

## История
Согласно Закону о границах, статусе и административных центрах муниципальных образований в Республике Башкортостан имеет статус сельского поселения.

## Население
| 2002  | 2009  | 2010  | 2012  | 2013  | 2014  | 2015  |
| ----- | ----- | ----- | ----- | ----- | ----- | ----- |
| 1279  | ↘1212 | ↘1153 | ↘1144 | ↘1116 | ↗1124 | ↘1091 |
| 2016  | 2017  |       |       |       |       |       |
| ↘1090 | ↘1086 |       |       |       |       |       |

## Состав сельского поселения
| № | Населённый пункт  | Тип населённого пункта       | Население |
| - | ----------------- | ---------------------------- | --------- |
| 1 | Ишберда           | село, административный центр | ↘638      |
| 2 | Зелимово          | деревня                      | ↘254      |
| 3 | Крепостной Зилаир | деревня                      | ↘142      |
| 4 | Бурзян-Елга       | деревня                      | ↘119      |